# Tysnes
Tysnes là một đô thị ở hạt Hordaland, Na Uy.